# Parandra gabonica
Parandra gabonica là một loài bọ cánh cứng trong họ Cerambycidae.